# 贡萨尔维斯迪亚斯
贡萨尔维斯迪亚斯是巴西马拉尼昂州的一个市镇。总面积875.975平方公里，总人口16264人，人口密度18.6人/平方公里。